# Festival de música de Kiev
Kyiv Music Fest (en ucraniano: Київ Музик Фест), es un festival de música internacional anual en Kiev, Ucrania, que perfila la música clásica ucraniana moderna con el objetivo de promover a los músicos ucranianos en el contexto del arte mundial. Los cofundadores del festival financiado por el estado son el Ministerio de Cultura de Ucrania y la Unión Nacional de Compositores de Ucrania.
El festival se celebra anualmente a finales de septiembre hasta principios de octubre. El programa del festival consiste en obras de compositores modernos ucranianos y extranjeros, solistas y grupos de música.

## Antecedentes
Los lugares principales del festival incluyen la Ópera Nacional de Ucrania, el Conservatorio Nacional de Música de Ucrania, el Salón Nacional de Música de Cámara y Órgano de Ucrania (Catedral de San Nicolás), la Filarmónica Nacional de Ucrania, y la Casa de los Científicos de Kiev de la Academia Nacional de Ciencias de Ucrania.

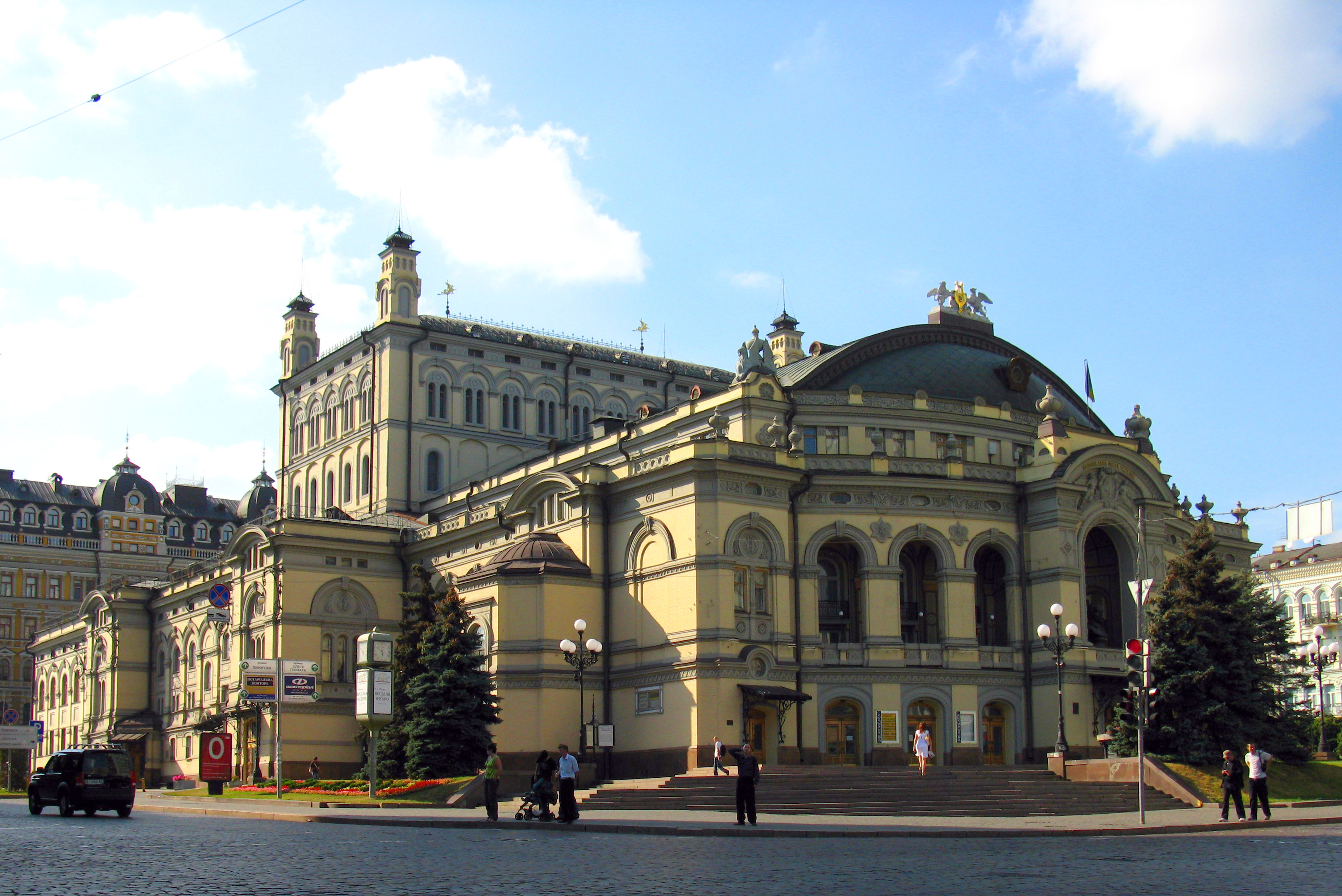
Ópera Nacional de Ucrania, uno de los lugares que se suelen utilizar en el festival

## Historia
El primer festival "Kyiv Music Fest" se llevó a cabo en 1990. Fue iniciado por el destacado compositor ucraniano Ivan Karabyts, quien se convirtió en el director musical del festival de 1990 a 2001. De 2002 a 2005 y de 2013 a 2019, el director musical del festival fue Myroslav Skoryk, en 2006-2011 fue Ivan Nebesnyy y desde 2020 Ihor Shcherbakov.

### Versiones y programas
- I Festival Internacional de Música de Kiev '90 (6–13 de octubre de 1990) — Programa
- II Festival Internacional de Música de Kiev '91 (5–12 de octubre de 1991) — Programa
- III Festival Internacional de Música de Kiev '92 (3–10 de octubre de 1992) — Programa
- IV Festival Internacional de Música de Kiev '93 (2–9 de octubre de 1993) — Programa
- V Festival Internacional de Música de Kiev '94 (1–8 de octubre de 1994) — Programa
- VI Festival Internacional de Música de Kiev '95 (September 30 — 7 de octubre de 1995) — Programa
- VII Festival Internacional de Música de Kiev '96 (27 September — 5 de octubre de 1996) — Programa
- VIII Festival Internacional de Música de Kiev'97 (September 27 — 4 de octubre de 1997) — Programa
- IX Festival Internacional de Música de Kiev '98 (27 September — 3 de octubre de 1998) — Programa
- X Festival Internacional de Música de Kiev '99 (25 September — 2 de octubre de 1999) — Programa
- XI Festival Internacional de Música de Kiev 2000 (23–30 de septiembre de 2000) — Programa
- XII Festival Internacional de Música de Kiev 2001 (September 22 — 1 de octubre de 2001) — Programa
- XIII Festival Internacional de Música de Kiev 2002(21–29 de septiembre de 2002) — Programa
- XIV Festival Internacional de Música de Kiev 2003 (September 27 — 4 de octubre de 2003) — Programa
- XV Festival Internacional de Música de Kiev 2004
- XVI Festival Internacional de Música de Kiev 2005 (September 24 — 2 de octubre de 2005)
- XVII Festival Internacional de Música de Kiev 2006 — Programa
- XVIII Festival Internacional de Música de Kiev 2007 (September 28 — 7 de octubre de 2007) — Programa
- XIX Festival Internacional de Música de Kiev 2008 (September 27 — 5 de octubre de 2008) — Programa
- XX Festival Internacional de Música de Kiev 2009 (September 25 — 4 de octubre de 2009) — Programa
- XXI Festival Internacional de Música de Kiev 2010 (September 25 — 3 de octubre de 2010) — Programa
- XXII Festival Internacional de Música de Kiev 2011 (September 24 — 2 de octubre de 2011) — Programa
- XXIII Festival Internacional de Música de Kiev 2012 (September 27 — 8 de octubre de 2012) — Programa
- XXIV Festival Internacional de Música de Kiev 2013 (September 26  — 6 de octubre de 2013) — Programa
- XXV Festival Internacional de Música de Kiev 2014 (September 24  — 5 de octubre de 2014) — Programa
- XXVI Festival Internacional de Música de Kiev 2015 (September 26  — 4 de octubre de 2015) — Programв
- XXVII Festival Internacional de Música de Kiev 2016 (October 1  — 9 de octubre de 2016) — Programa Archivado el 20 de septiembre de 2021 en Wayback Machine.
- XXVIII Festival Internacional de Música de Kiev 2017 (September 30 — 8 de octubre de 2017) Programa
- XXIX Festival Internacional de Música de Kiev 2018 (September 29 — 8 de octubre de 2018) Program Programa
- XXX Festival Internacional de Música de Kiev 2019 (September 27 — 7 de octubre de 2019)  Programa
- XXXI Festival Internacional de Música de Kiev 2020 (September 26 — 4 de octubre de 2020) Programa